# Обергссон, Маргарета Кристина
Маргарета Кристина Обергссон (швед. Margaretha Christina Åbergsson; ? — 1810) — шведская балерина.

## Биография
Маргарета в 1785 г. обучалась танцу в Стокгольме в Королевской опере у известной итальянской балерины Джованны Басси, а в качестве сольной танцовщицы дебютировала в 1790 г. Через пять лет, в 1795 г., она была второй танцовщицей, а в 1804 г. стала прима-балериной. В 1893 г. вышла замуж за актёра Густава Обергссона и в этом браке у неё было несколько детей.
В 1806—1810 гг. был перерыв в работе Маргареты в шведском театре, который был закрыт королём Густавом IV Адольфом и открыт только после его низложения. Театральные критики относили Маргарету Обергссон к элите Королевского балета Швеции 1790—1810 гг. и считали выдающейся актрисой. Черты лица Маргареты были не идеальными, но изящными от её молодой жизнерадостности.
К известным балетным постановкам с участием Маргареты относились пантомима Det dubbla giftermålet Жана-Реми Маркаде в сезоне 1790—1791 гг., балет Panurge dans l’lele lanternes Андре Гретри (1799 г.) на постановке в честь празднования дня рождения наследного принца, балет «Венера и Адонис» Луи Делана в 1801—1802 гг.
Маргарета скончалась в 1810 г., как утверждается, «от долгой боли в груди».